# Marmalade Boy
Marmalade Boy (ママレード・ボーイ, Mamarēdo Bōi), és un manga shojo creat per Wataru Yoshizumi. Va ser publicat per Shueisha en la revista Ribon entre el maig de 1992 i l'octubre de 1995, recollits en vuit volums tankōbon, que vengueren més de 10 milions de còpies. La sèrie va ser adaptada per Toei Animation com una sèrie d'anime de 76 episodis de televisió que es va transmetre per TV Asahi i Fuji TV el 1994 i 1995. Hi hagué una seqüela cinematogràfica estrenada el 1995. La sèrie també va ser adaptada com a sèrie de televisió de 30 episodis d'acció en viu que es va transmetre a Taiwan el 2002. El 2018 hi hagué una seqüela en manga, Marmalade Boy Little.
El manga va ser publicat en anglès per TOKYOPOP, que també va llicenciar la sèrie d'anime. TOKYOPOP des de llavors ha perdut la llicència per a la sèrie de manga, com Shueisha es va negar a renovar-lo, deixant els llançaments fora d'impressió. Ells també van ser incapaços de renovar la llicència durant els primers 24 episodis de l'anime.

## Argument
Miki Koishikawa, la protagonista i la seva vida ordinària com a estudiant de segon any de secundària es posa de cap quan els seus pares que de sobte anuncien que es divorciaran, per tal d'intercanviar parelles amb una parella que van conèixer a Hawaii. Ells busquen l'aprovació del canvi impactant, i en un sopar en la qual Miki es reuneix l'altra parella, així com el seu fill, Yu, que és de la seva edat, ella accepta a contracor l'acord. Yu, mentre que en un primer moment un idiota que pren cada oportunitat per burlar-se de Miki, resulta divertit i atractiu, i Miki comença a enamorar-se d'ell. A poc a poc, ella accepta el seu acord de la nova família, i s'obre a Yu, ja que es converteixen en amics.
Relació de Miki i Yu comença a complicar a causa de les relacions anteriors que tenien i es va desenvolupar amb altres personatges. Aquests inclouen company molt de temps de Miki i aixafar anterior, Suou Ginta, i ex-xicota de Yu, Arimi Suzuki. Un argument secundari de secundària es desenvolupa quan la millor amiga de Miki, Meiko Akizuki comença a tenir els seus propis problemes a causa de la relació que s'ha ficat amb el seu mestre, Namura Shin'ichi.
Al llarg de la sèrie, la relació de Miki i Yu es desenvolupa més i va tractar, influenciat per altres personatges que els envolten i les relacions que es desenvolupen amb aquests personatges.